# Паја Патак (магазин)
Паја Патак (стрип-магазин) је један од листова који ће само кратко време увесељавати бројне љубитеље стрипова у Краљевини Југославији. Први број "Паја Патка" појавио се 2. октобра 1938. године, а као власник и одговорни уредник потписао се Ђурађ М. Јеличић.
Стип магазин "Паја Патак" је имао 16 страна и штампан је на уобичајеном формату 21×29 цм. Као и већина сличних издања продаван је по цени од 1 динар. "Паја Патак" је престао да излази већ следеће 1939. године.
Разлог кратког трајања овог стрип магазина је, по свему судећи, изузетна популарност Мике Миша и већ стечена навика читалаца. Током 1938. и 1939. године догодило се гашење неколико тек започетих издавачких подухвата који нису били у стању да издрже конкуренцију "Мике Миша", а та судбина је била намењена и недељнику "Паја Патак".